# 真空廁所

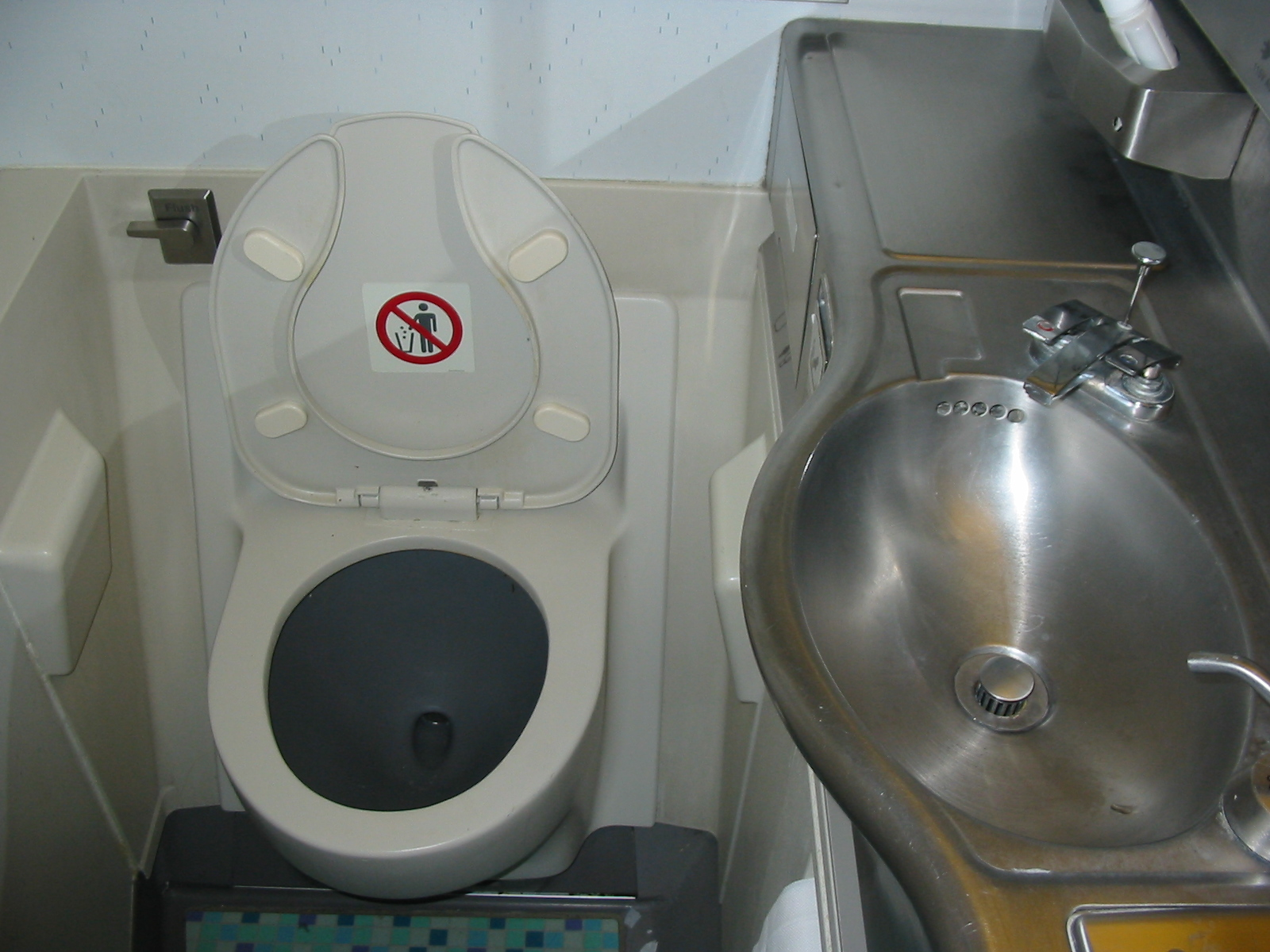
飛機上的真空廁所

真空廁所是廁所的一種，透過沖廁系統產生的氣壓差，以氣吸形式把便器內的污物吸走，以達至減少使用沖廁水的目的。
真空廁所多見於缺少沖廁水的環境，如民航客機、郵輪、旅客列車等。